# Cantone della Conca d'Oro
Il Cantone della Conca d'Oro era una divisione amministrativa dell'arrondissement di Calvi.
Ha fatto parte dell'arrondissement di Bastia fino al 1º gennaio 2010 quando è passato all'arrondissement di  Calvi, insieme al cantone dell'Alto Nebbio.
A seguito della riforma approvata con decreto del 26 febbraio 2014, che ha avuto attuazione dopo le elezioni dipartimentali del 2015, è stato soppresso.
Gli 8 comuni facenti parte prima della riforma del 2014 erano:
- Barbaggio
- Farinole
- Oletta
- Olmeta di Tuda
- Patrimonio
- Poggio d'Oletta
- San Fiorenzo
- Vallecalle